# أستراليا المفتوحة 1984
هنا قائمة ببطولات أستراليا المفتوحة لسنة 1984:

## الكبار

### فردي رجال
ماتس ويلندر () هزم كيفن كارين (), 6-7, 6-4, 7-6, 6-2

### فردي سيدات
كريس إيفرت () هزم هيلينا سوكوفا (), 6-7, 6-1, 6-3